# Rzeck (gromada)
Rzeck – dawna gromada, czyli najmniejsza jednostka podziału terytorialnego Polskiej Rzeczypospolitej Ludowej w latach 1954–1972.
Gromady, z gromadzkimi radami narodowymi (GRN) jako organami władzy najniższego stopnia na wsi, funkcjonowały od reformy reorganizującej administrację wiejską przeprowadzonej jesienią 1954 do momentu ich zniesienia z dniem 1 stycznia 1973, tym samym wypierając organizację gminną w latach 1954–1972.
Gromadę Rzeck z siedzibą GRN w Rzecku utworzono – jako jedną z 8759 gromad na obszarze Polski – w powiecie reszelskim w woj. olsztyńskim na mocy uchwały nr 25 WRN w Olsztynie z dnia 4 października 1954. W skład jednostki weszły obszary dotychczasowych gromad Kojtryny, Rasząg, Rukławki i Rzeck ze zniesionej gminy Rzeck w powiat reszelskim oraz obszar dotychczasowej gromady Nowe Marcinkowo ze zniesionej gminy Ramsowo w powiecie olsztyńskim w tymże województwie. Dla gromady ustalono 11 członków gromadzkiej rady narodowej.
1 stycznia 1959 powiat reszelski przemianowano na powiat biskupiecki.
Gromadę zniesiono 1 stycznia 1960, a jej obszar włączono do gromady Biskupiec w tymże powiecie.